# Hort de les Palmes
L’Hort de les Palmes constitueix un conjunt arquitectònic i paisatgístic d’especial rellevància situat al sector més septentrional del terme de Picanya, a la partida de les Palmes, a tocar del barranc de Torrent. L’accés al recinte s’organitza a través d’un camí principal flanquejat per dues fileres de palmeres, que condueix la mirada fins a la façana de la casa, situada al fons de la parcel·la. Aquesta disposició, així com la ubicació de l’edifici en un extrem de la finca, suggereixen que es tracta d’un dels horts més antics de la zona, amb un origen que es pot situar cronològicament a la primera meitat del segle xix, malgrat les modificacions posteriors.
Dins del conjunt de l'explotació agrària —hort de tarongers—, l’edifici principal es situa a un racó de la parcel·la i  s’estructura en tres cossos clarament diferenciats però integrats formalment en la façana principal. El primer cos és la residència dels propietaris, de dues plantes, flanquejada per dues torres. La torre de l’esquerra, concebuda com a mirador, presenta coberta plana i s’hi accedeix per una escala exterior que s’inicia al pati interior i travessa la coberta. La torre de la dreta manté la simetria gràcies a un ampit que oculta la coberta a dues aigües. Ambdues torres es rematen amb pinacles de tradició barroca i goles d’inspiració herreriana. L’eix de simetria de la façana l’ocupa una porta d’arc de mig punt, des d’on es distribueixen de manera equilibrada les obertures. Al primer pis, sobre els tres balcons, es disposen petites finestres que ventilen la cambra superior, probablement destinada a la cria de cucs de seda. Les reixes són de ferro forjat, mentre que els tornapuntes semblen ser afegits posteriors.
El segon cos, adossat al principal, correspon a l’habitatge dels estatgers. Tot i que aparenta tenir dues plantes, només compta amb una. El tercer cos, situat a la part posterior i també d’una sola planta, acollia el magatzem per a la producció agrícola, especialment taronges i altres productes alimentaris. Darrere de l’edifici es conserva un pati emmurallat, adossat a un annex d’una sola crugia amb coberta a una aigua, on es localitzava l’estable.
La façana sud, orientada cap al camí d’accés i a l’actual passeig de la Primavera, tot i no ser la principal, era la primera que es trobava en arribar a la finca. En aquest mur s’obren unes arcades als baixos de la casa i del cos retranquejat annex, conformant un porxo que s’obria al jardí, de grans dimensions i disposat paral·lel al camí. Entre el molí d’aigua —ubicat a la placeta d’accés— i la porta lateral, hi havia un estany octogonal envoltat de testos amb geranis.
L’habitatge disposava d’elements de gran confort per a l’època. L’aigua, suficient per al consum i el reg, era proporcionada pel motor de Giner, situat als afores de Picanya —en aquells moments—, propietat de la mateixa família titular de l’hort. A més, l’edifici comptava amb una caldera de llenya de grans dimensions que proveïa calefacció a tota la casa, encara conservada.
L’interior s’organitzava entorn del menjador, de planta rectangular i grans dimensions, que actuava com a distribuïdor principal. Aquest espai comptava amb una llar de foc situada en un racó, al costat d’una gran finestra. Una porta lateral conduïa al jardí, flanquejada per dues habitacions amb grans portes de fusta. La cuina, àmplia i equipada amb rebost, disposava de dues entrades —des del menjador i des de la biblioteca— i un finestral orientat cap al jardí. També a la planta baixa es trobava un lavabo i el safareig.
Al fons del menjador s’ubicava una imponent escala de fusta que conduïa al pis superior. En el seu replà hi havia una gran vitrall artístic compost per fragments de diferents mides i colors units amb tires de plom, que s’estenia des del terra fins al sostre. Malauradament, aquesta peça ha desaparegut actualment.
La configuració i els acabats de l’edifici reflecteixen l’ambició estètica i funcional del seu promotor, Francisco Ramón Zaragozá, un important empresari arrosser de Sollana, que impulsà les principals transformacions de la finca i la construcció de l’habitatge actual.